# Canan
Canan est un prénom féminin turc. Canan est la signification de cœur ou de souffle.

## Personnalités portant ce prénom
- Canan Tan, femme de lettres turque.
- Canan Topçu, femme de lettres turco-allemande.
- Canan Kaftancıoğlu, femme politique turque.